# Aucasaurus

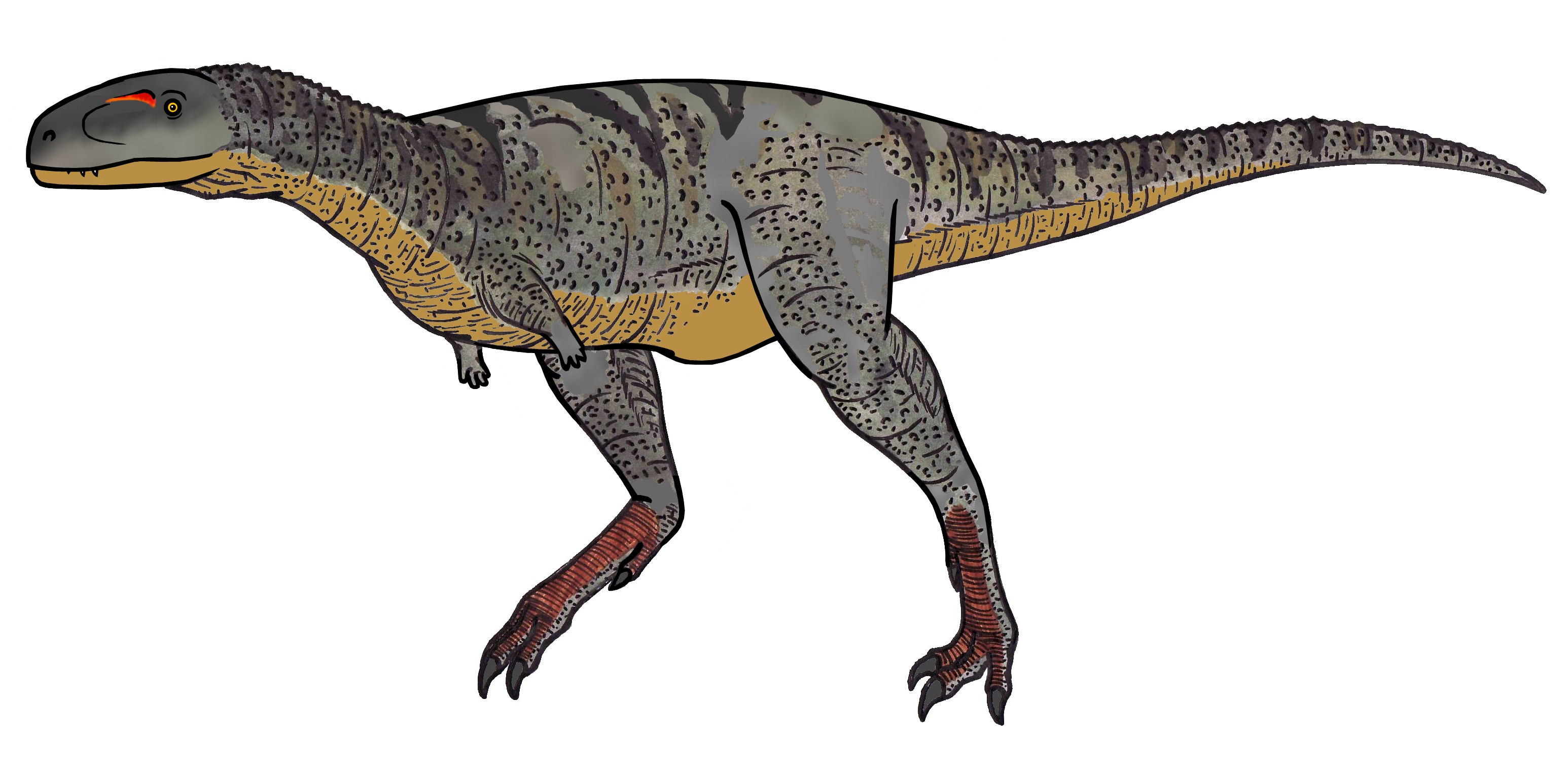
Aucasaurus garridoi

Aucasaurus garridoi is een vleesetende theropode dinosauriër, behorend tot de Neoceratosauria, die tijdens het late Krijt leefde in het gebied van het huidige Argentinië.

## Vondst en naamgeving
In maart 1999 vond Alberto Carlos Garrido, de leider van een gezamenlijke expeditie door het Museo Municipal Carmen Funes en Natural History Museum of Los Angeles County nabij Mina La Escondida bij Auca Mahuevo, een vindplaats in Patagonië die befaamd is wegens de talrijke eieren van Sauropoda, het skelet van een grote theropode. De vondst werd in 2000 gemeld in de literatuur.
In 2002 werd de typesoort Aucasaurus garridoi benoemd en kort beschreven door Rodolfo Anibal Coria, Luis Maria Chiappe en Lowell Dingus. De geslachtsnaam is afgeleid van het Mapuche Auca als verwijzing naar Auca Mahuevo. De soortaanduiding eert Garrido.
Het holotype, MCF-PVPH-236, is gevonden in de Anacletoafzetting van de Río Colorado-formatie die dateert uit het vroege Campanien. Het gaat om een in verband liggend skelet dat vrijwel compleet is tot en met de dertiende staartwervel. Fragmenten van de achterste staart die door erosie afgebroken waren, zijn geborgen. Het gaat om een volwassen individu.
De beschrijving uit 2002 was slechts voorlopig, zich concentrerend op opvallende kenmerken van de arm, de staart en het onderbeen. Het ligt in de bedoeling het zeer complete materiaal in fasen in detail te beschrijven. In 2009 werd een dissertatie gewijd aan de hersenpan. De belangrijkste conclusies daaruit werden in 2011 en 2013 gepubliceerd.
In 2010 hernoemde Gregory S. Paul de soort in een Abelisaurus garridoi maar dat is door niemand gevolgd. Wel suggereerde Fernando Emilio Novas in 2009 dat Aucasaurus simpelweg een synoniem was van de in dezelfde formatie gevonden Abelisaurus comahuensis.
In 2015 beschreef Ariana Paulina-Carabajal de hersenpan in detail. In 2022 werd een studie van de botstructuur van het holotype gepubliceerd. Groeilijnen bevestigden dat het om een volwassen exemplaar ging van minstens elf jaar oud. Tegelijkertijd werd beklemtoond dat de cyclische groei bij abelisauriden de betrouwbaarheid van die methode verminderde. In 2023 werd de wervelkolom in meer detail beschreven.

## Beschrijving

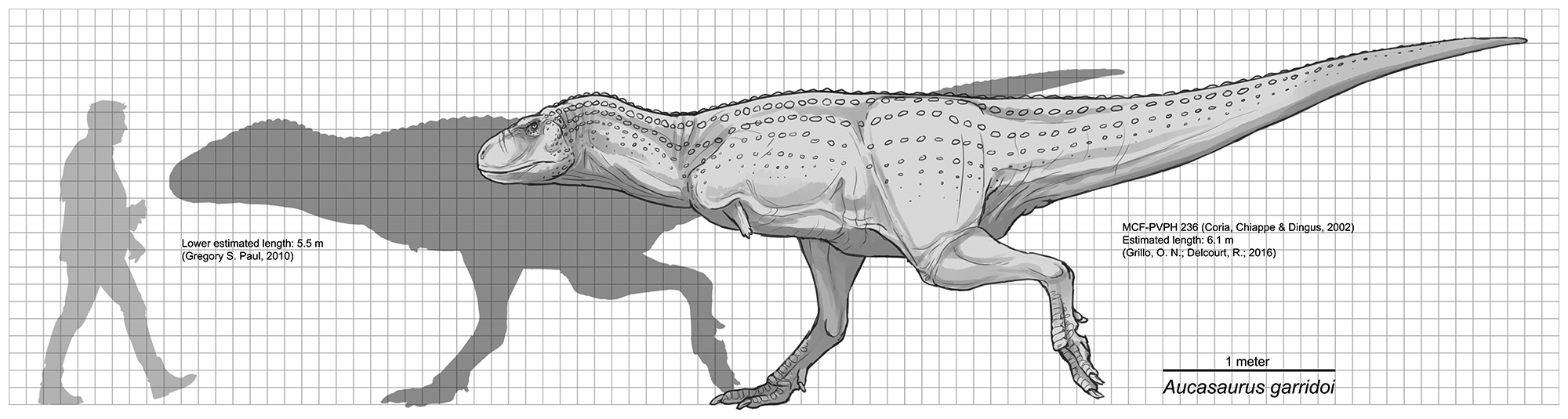
De grootte vergeleken met een mens

### Grootte en onderscheidende kenmerken
Aucasaurus is een middelgrote theropode. Paul schatte in 2010 de lichaamslengte op vijfenhalve meter, het gewicht op zevenhonderd kilogram.
In 2002 werd één unieke afgeleide eigenschap ofwel autapomorfie vastgesteld: de chevrons of haemaalbogen van de onderste staart hebben bovenaan een open kanaal. Wel werden de verschillen aangegeven met de nauwe verwant Carnotaurus. De snuit is langer en lager. Er is een externe fenestra antorbitalis aanwezig. Deze opening heeft een horizontale onderrand. De fenestra maxillaris is van bezijden zichtbaar. De onderrand van het bovenkaaksbeen is golvend. In plaats van grote hoorns boven de oogkassen bevinden zich zwellingen op de voorhoofdsbeenderen. Het uitsteeksel aan de achterkant van het ravenbeksbeen is kleiner. De voorpoot is relatief langer. Het opperarmbeen is slanker met een geringere breedte van de schacht van voren naar achteren gemeten. De gewrichtsknobbels van het opperarmbeen zijn beter ontwikkeld. Het bovenste spaakbeen heeft geen haakvormige processus ulnaris.
In 2023 werden nog eens zeven autapomorfieën aangegeven in de wervelkolom en ribben. De atlas, de eerste halswervel, heeft achteraan een min of meer rond gewrichtsfacet. De extra uitsteeksels op de doornuitsteeksels, waaraan verbindende pezen aangehecht waren, lopen over het heiligbeen door tot in de staart. Aan de buitenste zijkanten van de voorste gewrichtsuitsteeksels van de middelste staartwervels ligt een bultje (een kenmerk wellicht gedeeld met Aoniraptor). Bij de voorste staartwervels worden de buitenste zijkanten van de basis van het doornuitsteeksel doorboord door pneumatische foramina. Bij de vierde tot en met twaalfde staartwervel bevinden zich aan de buitenste randen van de zijuitsteeksels uitgebreide verruwingen en uitstekende bulten. Bij de zijuitsteeksels van de voorste staartwervels bevinden zich op de voorranden van de bovenzijden kleine verruwingen als aanhechtingen voor kapsels. Bij de middelste elementen van de achterste buikribben bevindt zich een driehoekig uitsteeksel op hun vergroeiingspunt.

### Skelet

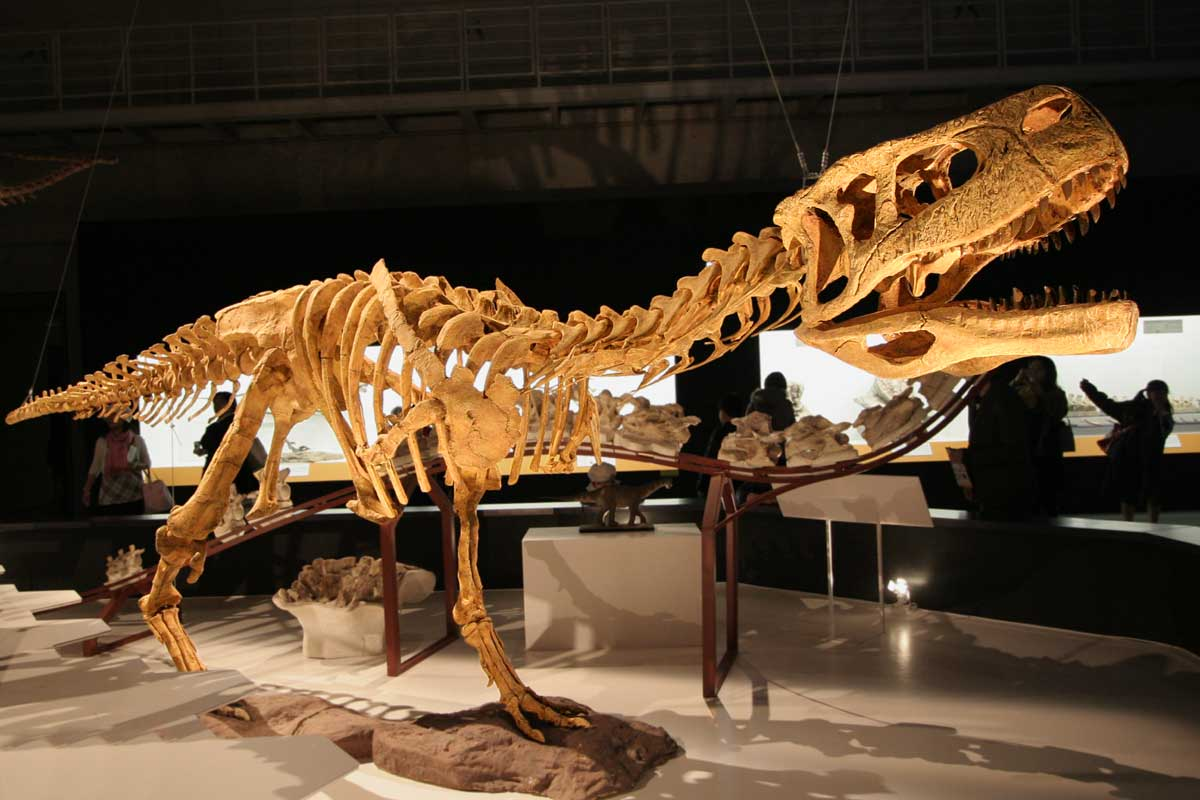
Skeletmodel

#### Schedel en onderkaken
De schedel van Aucasaurus is hoog maar veel langwerpiger dan die van Carnotaurus. De snuitpunt is echter nogal stomp met een hoog geplaatst neusgat. De kaakrand buigt naar voren bol omhoog. De snuitwand wordt grotendeels in beslag genomen door een forse fenestra antorbitalis. Deze opening wordt van de oogkas gescheiden door het traanbeen dat onderaan sterk vernauwt. Al deze eigenschappen komen overeen met Abelisaurus. Daarvan verschillend is de hogere achterkant van de schedel, met een nauw onderste slaapvenster maar het is mogelijk dat dit gedeelte bij Abelisaurus te laag geconstrueerd is omdat alleen fragmenten gevonden zijn.

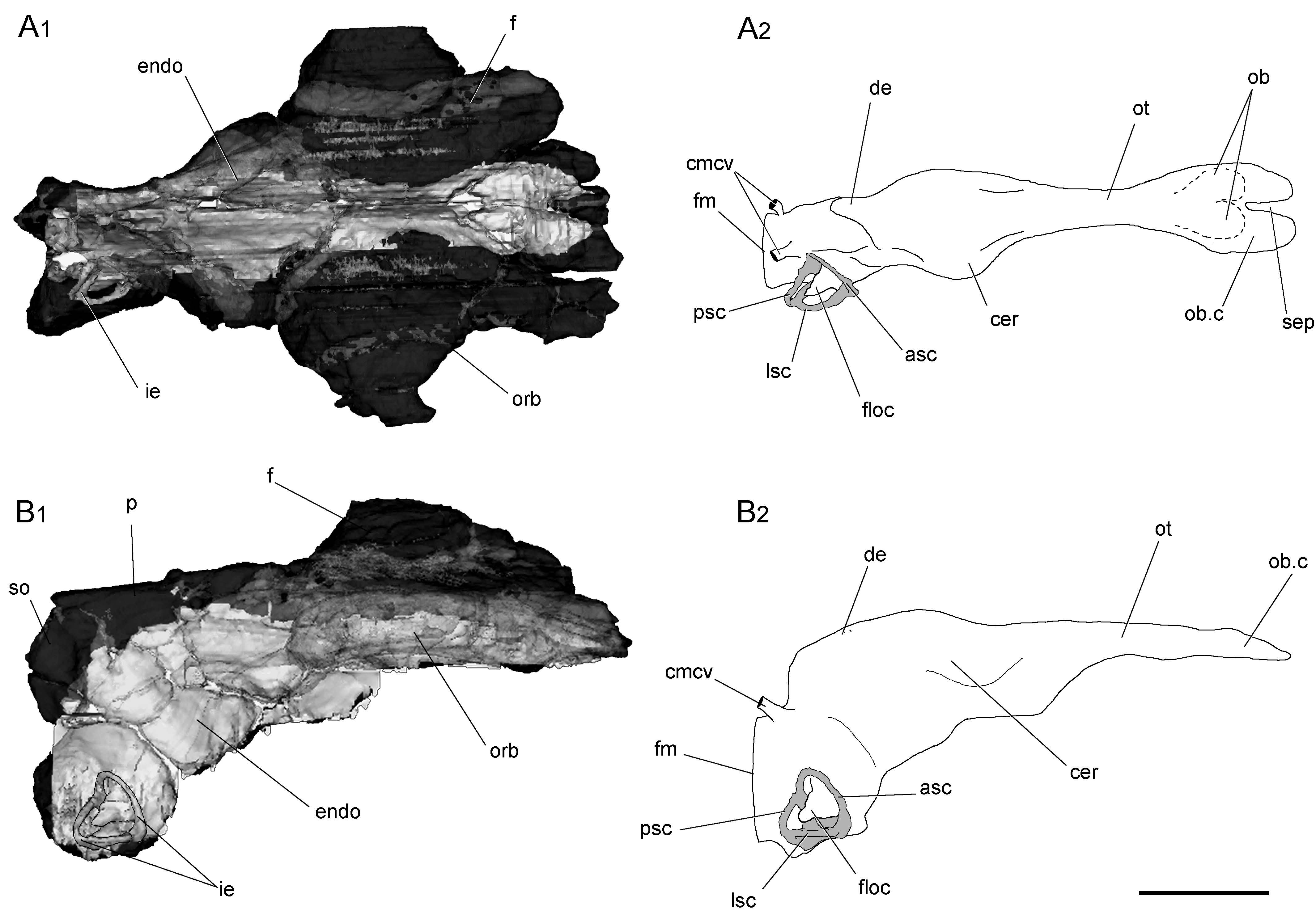
Scan van de hersenpan

De hersenpan, waarvan een natuurlijk afgietsel bewaard is inclusief het rechterbinnenoor, lijkt sterk op die van andere abelisauriden. De flocculus heeft echter een wat groter uitsteeksel en is daarbij gelegen in een 8-vormige uitsparing, net als bij Abelisaurus.
De onderkaken zijn laag en naar voren taps toelopend, zonder kin. Er zit in het midden een groot buitenste zijvenster.

#### Postcrania
De nek is kort maar krachtig met grote epipofysen die voorste uitsteeksels hebben, net als bij Carnotaurus. Eigenaardig is de bouw van de staart. De staart is vermoedelijk vrij kort, zoals blijkt uit het feit dat de hoogte van de bekende staartwervels naar achteren toe drastisch afneemt. De voorste staartwervels hebben zeer grote plaatvormige zijuitsteeksels die schuin omhoog staan en waarvan de uiteinden zich ver boven de doornuitsteeksels verheffen. De lange schachten van deze zijuitsteeksels worden naar achteren in de reeks van ondereen steeds dunner zodat een slank ingesnoerd profiel ontstaat. De brede uiteinden van de zijuitsteeksels zijn licht bol. Deze bolling wordt naar voren voortgezet door puntige uitsteeksels die de curve nog eens met een 40% tot 50% verlengen. De punten van deze haken overlappen de uiteinden van de voorliggende wervel die overigens ook een veel korter naar achteren gericht uitsteeksel hebben. De punt buigt daarbij iets afplattend wat naar buiten en de zijrand van het zijuitsteeksel van de voorliggende wervel is hier wat ruw hetgeen suggereert dat de wervels hier onderling verbonden zijn door kapsels. Het geheel lijkt de functie te hebben gehad de staart te verstijven, niet alleen verticaal maar ook horizontaal. Dit wordt bevestigd doordat ook de eerste staartwervel zulke haken heeft die in dit geval rusten op de bladen van de darmbeenderen van het bekken. De staart wordt verder verstijfd door krachtige secundaire gewrichtsverbindingen, hyposfeen-hypantrum-complexen die niet alleen zoals bij veel grote theropoden in de staartbasis aanwezig zijn maar tot in de middenstaart doorlopen.
De chevrons zijn lange staven die naar achteren buigen. De bouw van de staart wijst op een aanzienlijke musculatuur die ook voor Carnotaurus geopperd is. Enorme retractorspieren konden zo de dijbenen naar achteren trekken om de loopsnelheid te verhogen.
In de schoudergordel is het schouderblad vrij kort en recht, iets naar boven buigend met een geringe bovenste verbreding. Het ronde ravenbeksbeen is zeer groot en heeft driemaal de breedte van het schouderblad gemeten ter hoogte van het schoudergewricht.

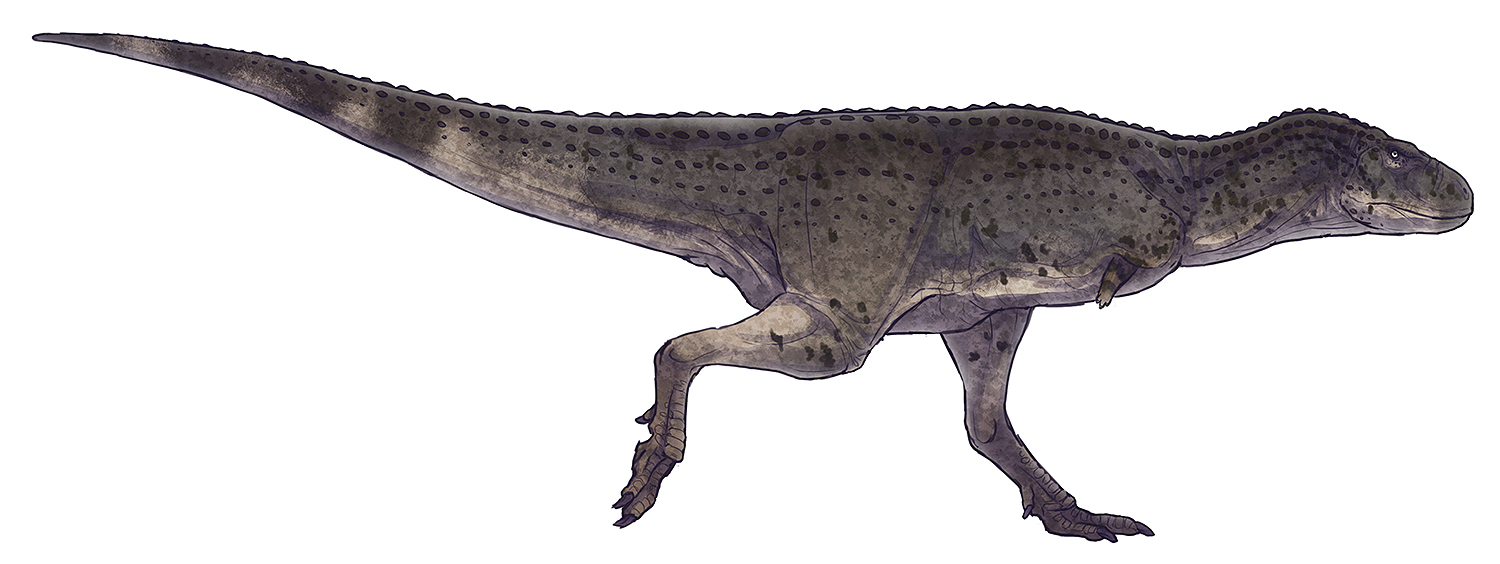
Aucasaurus heeft erg korte armpjes

De arm is extreem gereduceerd, vooral onderaan. Het opperarmbeen heeft een grote halfbolvormige kop maar een lage deltopectorale kam. Dit wijst erop dat de armpjes niet slap naar beneden hingen zoals vaak afgebeeld maar zijwaarts konden worden gehouden, zij het dat er niet veel kracht mee kon worden gezet. Bij dat laatste lijkt aan te sluiten dat de onderarm sterk verkort is tot ongeveer een derde van de lengte van de onderarm. Minder goed te verklaren is dan dat de elementen ervan, de ellepijp en het spaakbeen, in de breedte zeer robuust zijn, vooral aan de uiteinden. Het spaakbeen heeft overdwars een naar voren en buiten gerichte uitstekende beenmassa op de schacht. De schacht van het opperarmbeen is 45° om de lengteas gewrongen. De palm van de hand is bij het fossiel naar achteren gericht bewaard, niet naar binnen zoals voor de meeste theropoden wordt aangenomen. Van de hand zijn vooral de middenhandsbeenderen nog over in de vorm van korte brede stompjes. Die zijn ten opzichte van het spaakbeen en de ellepijp naar voren gericht. De botten van de onderarm hebben daartoe gewrichtsvlakken die tot over de voorkant overlopen. Het vierde middenhandsbeen is, anders dan bij Carnotaurus, niet veel kleiner dan de overige. Net als het eerste is het wat gevormd als een kegel. Misschien komt dat door het eraan vastgroeien van vingerkootjes zoals allerlei versmolten uitsteeksels doen vermoeden. Bij het tweede en derde middenhandsbeen zijn nog aparte kootjes waarneembaar, een van de tweede vinger en twee van de derde vinger. Het eerste kootje van de derde vinger draagt nog een scharniergewricht en het kan zijn dat het volgende kootje een tot een stompje gereduceerde klauw is.
In het bekken heeft het darmbeen een bijna recht bovenprofiel. Het voorblad is recht afgesneden en er bevindt zich maar een nauwe inkeping tussen de afhangende punt en het aanhangsel voor het schaambeen. Ook het langere achterblad is recht afgesneden met een inkeping in de achterrand waar de punt van het zijuitsteeksel van de eerste staartwervel inpast. Het heupgewricht is groot. Het schaambeen heeft een in zijaanzicht smalle schacht en een kleine voet. Het zitbeen is wat breder en steekt meer horizontaal naar achteren.
In het onderbeen zijn scheenbeen, sprongbeen en hielbeen met elkaar vergroeid tot een tibiotarsus. Deze is korter dan het dijbeen. Bovenaan het scheenbeen steekt de crista cnemialis als een bijl sterk naar voren. Dit moet een zeer krachtige afzet hebben mogelijk gemaakt. De onderrand van deze kam is nogal dun en vormt een licht afhangende punt. Het kuitbeen steekt bovenaan juist meer naar achteren uit en is over de volle lengte dicht tegen het scheenbeen aangedrukt. Het sprongbeen heeft een korte opgaande tak als overgroeiing van de voorkant van het onderste scheenbeen. Er is in beide enkels één onderste tarsale gevonden, vermoedelijk een vierde, een vijfhoekig element.
De voet is ongeveer even lang als het onderbeen. Het eerste middenvoetsbeen is een zeer dun J-vormig element waarvan het onderste uiteinde haaks uitsteekt. Het is op de achterste zijkant van de schacht van het tweede middenvoetsbeen aangehecht, een stuk boven het midden. Het derde middenvoetsbeen is het langst; het tweede en vierde zijn iets korter. Het derde middenvoetsbeen heeft aan de achterste bovenkant een sterk ontwikkelde bolle verdikking die het vierde middenvoetsbeen gedeeltelijk overlapt; dit doet denken aan de hypotarsus bij vogels. Het vierde middenvoetsbeen is breder dan het derde. Het vijfde middenvoetsbeen is breed maar zeer kort, aan de achterste buitenzijde van de bovenkant van het vierde middenvoetsbeen gelegen. Alle overige middenvoetsbeenderen hebben scharniergewrichten.
De eerste teen is slank en kort, niet verder reikend dan de onderrand van het tweede middenvoetsbeen. De formule van de teenkootjes is 2-3-4-5-0. De bovenste teenkootjes zijn bovenaan breed. Alle teenkootjes hebben scharniergewrichten behalve de klauwen. De voetklauwen zijn relatief kort maar krom en scherp.

## Fylogenie
Aucasaurus werd in de Abelisauridae geplaatst en daarbinnen in de Carnotaurini, als zustersoort van Carnotaurus. Dit was echter niet gebaseerd op een exacte kladistische analyse.
Een mogelijke positie in de stamboom wordt getoond door het volgende kladogram.
|  | Aucasaurus  |
|  |             |
|  | Carnotaurus |
|  |             |

|  | Ilokelesia                                                          |
|  |                                                                     |
|  | \| \| Skorpiovenator \| \| \| \| \| \| Ekrixinatosaurus \| \| \| \| |
|  |                                                                     |
|  | Skorpiovenator                                                      |
|  |                                                                     |
|  | Ekrixinatosaurus                                                    |
|  |                                                                     |

|  | Skorpiovenator   |
|  |                  |
|  | Ekrixinatosaurus |
|  |                  |

|  | Aucasaurus  |
|  |             |
|  | Carnotaurus |
|  |             |

|  | Ilokelesia                                                          |
|  |                                                                     |
|  | \| \| Skorpiovenator \| \| \| \| \| \| Ekrixinatosaurus \| \| \| \| |
|  |                                                                     |
|  | Skorpiovenator                                                      |
|  |                                                                     |
|  | Ekrixinatosaurus                                                    |
|  |                                                                     |

|  | Skorpiovenator   |
|  |                  |
|  | Ekrixinatosaurus |
|  |                  |

|  | Aucasaurus  |
|  |             |
|  | Carnotaurus |
|  |             |

|  | Ilokelesia                                                          |
|  |                                                                     |
|  | \| \| Skorpiovenator \| \| \| \| \| \| Ekrixinatosaurus \| \| \| \| |
|  |                                                                     |
|  | Skorpiovenator                                                      |
|  |                                                                     |
|  | Ekrixinatosaurus                                                    |
|  |                                                                     |

|  | Skorpiovenator   |
|  |                  |
|  | Ekrixinatosaurus |
|  |                  |

|  | Aucasaurus  |
|  |             |
|  | Carnotaurus |
|  |             |

|  | Ilokelesia                                                          |
|  |                                                                     |
|  | \| \| Skorpiovenator \| \| \| \| \| \| Ekrixinatosaurus \| \| \| \| |
|  |                                                                     |
|  | Skorpiovenator                                                      |
|  |                                                                     |
|  | Ekrixinatosaurus                                                    |
|  |                                                                     |

|  | Skorpiovenator   |
|  |                  |
|  | Ekrixinatosaurus |
|  |                  |

Volgens een analyse uit 2023 was de extreme pneumatisering van de wervelkolom een kenmerk dat apart door de Brachyrostra verworven was in een proces van parallelle evolutie met sommige andere groepen theropoden.